# Nemoleon macilentus
Nemoleon macilentus är en insektsart som först beskrevs av Navás 1914.  Nemoleon macilentus ingår i släktet Nemoleon och familjen myrlejonsländor. Inga underarter finns listade i Catalogue of Life.